# Shotts
Shotts est une ville d'Écosse, située dans la région du North Lanarkshire. Elle est située presque à mi-chemin entre Glasgow (à 34 km) et Édimbourg (à 47 km).

## Toponymie
Le nom Shotts peut connaître deux origines : elle aurait pu être nommée d'après le géant de légende Bertram de Shotts (en) ou d'après le mot anglo-saxon sceots qui signifie pente raide.

## Histoire
Shotts s'est développée grâce à ses mines de charbon et son industrie du fer. Il y a eu jusqu'à 22 mines opérant à Shotts, mais la dernière a fermé dans les années 1960.
Shotts peut s'enorgueillir de posséder un pipe-band de très haut niveau, le Shotts and Dykehead Pipe Band (en), qui a remporté 15 fois le Championnat du monde de pipe band depuis 1945 (la dernière fois en 2005).
Sur le territoire de Shotts se trouve la prison HM Prison Shotts (en).

## Sports
La ville a abrité le club de football de Dykehead Football Club, qui a évolué en Scottish Football League de 1923 à 1926.

## Personnalités
- George MacBeth, romancier et poète
- Andrew Keir, acteur
- Ashley Mulheron, actrice
- Tiffany Mulheron, actrice